# Gollumiella longipetiolata
Gollumiella longipetiolata är en stekelart som beskrevs av Karl-Johan Hedqvist 1978. Gollumiella longipetiolata ingår i släktet Gollumiella och familjen Eucharitidae.
Artens utbredningsområde är:
- Singapore.
- Nepal.
- Filippinerna.
- Thailand.
- Vietnam.

Inga underarter finns listade i Catalogue of Life.